# Villagarcía de Campos
Villagarcía de Campos é um município da Espanha na província de Valladolid, comunidade autónoma de Castela e Leão, de área 37,68 km² com população de 418 habitantes (2004) e densidade populacional de 11,09 hab/km².

## Demografia
| Variação demográfica do município entre 1991 e 2004 | Variação demográfica do município entre 1991 e 2004 | Variação demográfica do município entre 1991 e 2004 | Variação demográfica do município entre 1991 e 2004 |
| --------------------------------------------------- | --------------------------------------------------- | --------------------------------------------------- | --------------------------------------------------- |
| 1991                                                | 1996                                                | 2001                                                | 2004                                                |
| 475                                                 | 446                                                 | 435                                                 | 418                                                 |